# Lunochod 2
Lunochod 2 (ryska: Луноход-2) är ett sovjetiskt obemannat månfordon som landsattes på månen den 15 januari 1973. Lunochod 2 var det andra fordonet på en annan himlakropp. Lunochod 2 och dess landare Luna 21 sköts upp med en Protonraket den 8 januari 1973. Fordonet fjärrstyrdes från jorden och under den tid den rullade runt på månen tog den 86 högupplösta panoramabilder, 80 000 TV-bilder och körde en sträcka på totalt 37 kilometer.

## Uppdragets slut
Den 4 juni 1973 meddelades att uppdraget var slutfört. Detta ledde till spekulationer om att kontakten med fordonet skulle ha brutits redan i mitten av maj, eller att fordonet inte överlevt den långa månnatten mellan slutet av maj och början av juni.
Flera år senare berättade Aleksander Basilevskij att fordonets lock den 9 maj 1973 stött emot en kratervägg och att damm täckte insidan av locket när locket senare stängdes för att hålla fordonets instrument varma under månnatten. Detta gjorde att dammet hamnade på den utrustning som avledde värme från fordonet under mån-dagarna. Följande mån-dag steg fordonets inre temperatur över det normala tills fordonet slutade att fungera.

### Fotnoter
1. ↑  ”NASA Space Science Data Coordinated Archive” (på engelska). NASA. https://nssdc.gsfc.nasa.gov/nmc/spacecraft/display.action?id=1973-001A. Läst 31 mars 2020.